# Richard Montgomery

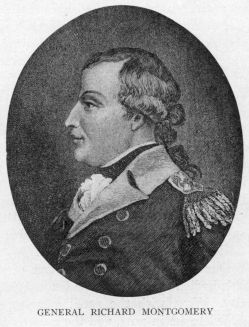
Generał Richard Montgomery

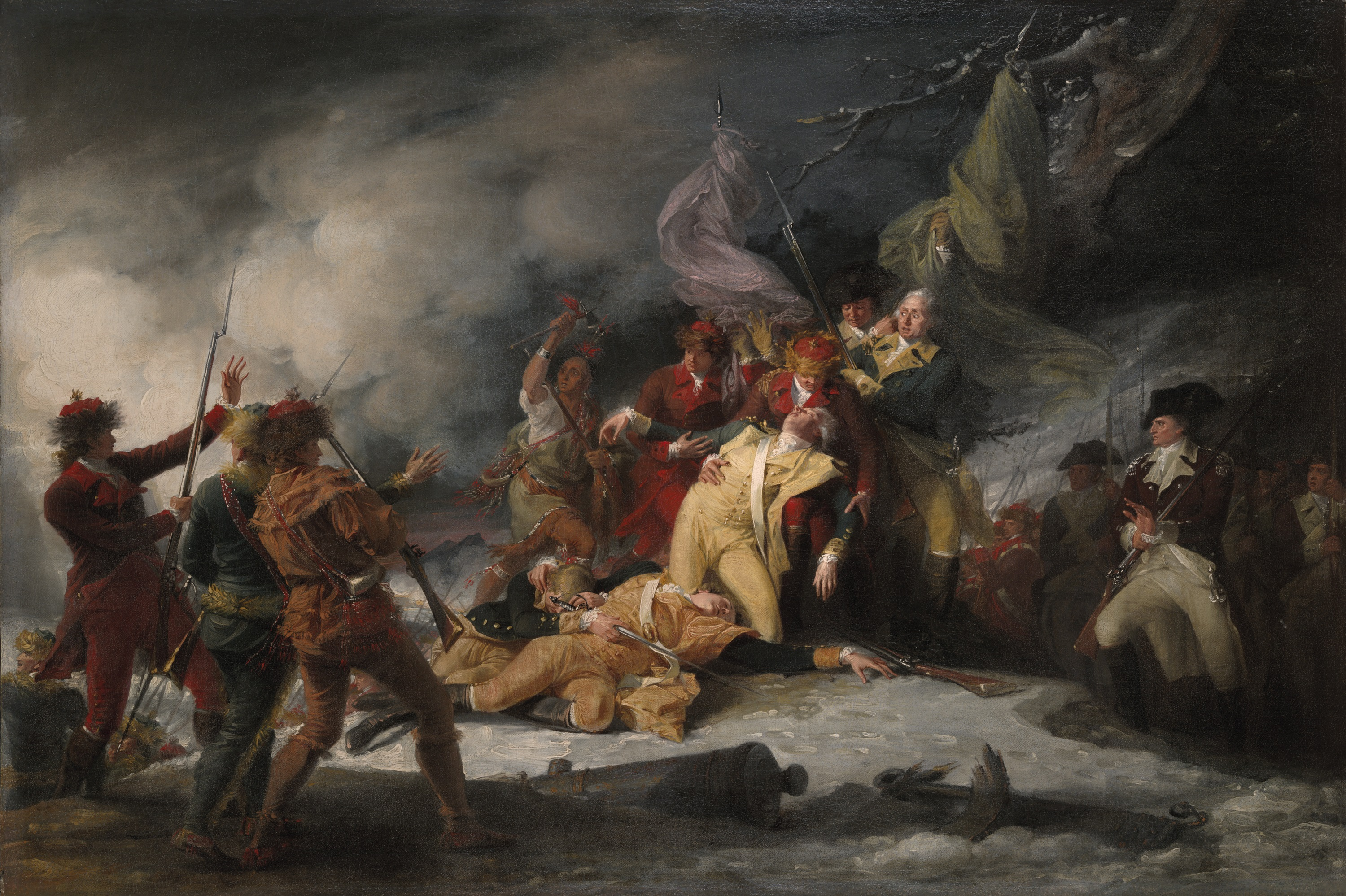
Śmierć generała Richarda Montgomery'ego w bitwie o Quebec na obrazie Johna Trumbulla

Richard Montgomery (ur. 2 grudnia 1736, zm. 31 grudnia 1775) – generał Armii Kontynentalnej w czasie wojny o niepodległość Stanów Zjednoczonych.
Richard Montgomery urodził się 2 grudnia 1736 w miejscowości Swords w hrabstwie Dublin w Irlandii. Był oficerem armii brytyjskiej w czasie wojny siedmioletniej, służąc głównie w Kanadzie i na Karaibach. Został promowany do rangi kapitana w maju 1762 roku. W 1763 roku, po podpisaniu pokoju, przybył wraz ze swoim oddziałem do Nowego Jorku. Wrócił do Europy dwa lata później.
W 1772 roku wystąpił z armii i postanowił na stałe przeprowadzić się do Nowego Jorku. Kupił tam posiadłość ziemską na obecnym terenie dzielnicy Bronx. 
W czasie wojny o niepodległość Stanów Zjednoczonych został generałem Armii Kontynentalnej, walczył głównie w Kanadzie, między innymi zdobył miasto Montreal.
Zginął 31 grudnia 1775 roku podczas bitwy o Quebec rozgrywanej w zamieci śnieżnej. Brytyjczycy rozpoznali jego ciało i godnie go pochowali. W 1818 roku, ciało Richarda Montgomery'ego zostało przeniesione do kaplicy św. Pawła w Nowym Jorku.
Od jego nazwiska pochodzi nazwa kilkunastu hrabstw oraz miejscowości w Stanach Zjednoczonych, między innymi Montgomery, stolica Alabamy.